# Vysoké
Vysoké (in tedesco Wisoky) è un comune ceco situato nel distretto di Žďár nad Sázavou, nella regione di Vysočina.